# Joseph T. Copeland
Pour les articles homonymes, voir Copeland.
 (août 2024).
Joseph Tarr Copeland, né le 6 mai 1813 à Newcastle (Maine) et mort le 6 mai 1893, est un juge de la Cour suprême du Michigan de 1852 à 1857, ainsi qu'un général de l'Union Army pendant la Guerre de Sécession.

## Biographie

### Jeunesse et études
Copeland naît le 6 mai 1813 à Newcastle, dans l’État américain du Maine. Il est le fils de Royal et d'Alice (Davis) Copeland. Situé dans le Comté de Lincoln, Newcastle se situe à environ 64 kilomètres au nord de Portland, mais il est sur une longue bande d'eau s'étendant à la côte Atlantique.
Le père de Joseph, Royal, est le deuxième enfant du Capitaine Samuel Copeland et d'Emma (Parker) Copeland, né le 11 août 1790. Samuel a combattu lors de la Guerre Révolutionnaire. La mère de Joseph, Alice, est née le 9 février 1791 à Wiscasset, dans le Maine. Elle devint orpheline à son plus jeune âge, et fût élevée par sa tante, Mme Tarr. Dans une lettre adressée à ses enfants, le frère de Joseph déclare à propos de la rencontre de ses parents, 
« Lorsque mon père eut 21 ans, il commença à rechercher à se faire de l'argent. Il se rendit à Wiscasset. Le premier job qu'il eut se situait sur l'une des rivières à couper le foin du marais et lorsqu'il eut terminé son boulot, il loua une ferme à proximité de la rivière au nom de Joseph Tarr. Mme Tarr avait une nièce vivant avec elle du nom d'Alice Davis, une fille âgée de 16 ans et ses parents étaient décédés. C'était une fille forte et costaude, qui pouvait monter aux arbres et monter à cheval. Mon père tomba amoureux d'elle et se maria avec elle... »
Royal, un fermier, et Alice se marièrent à Newcastle, vers 1812, 8 années avant que le Maine devienne un état.
Joseph était l'aîné de 11 enfants - 7 garçons et 4 filles.
| Nom                      | Date de naissance |
| ------------------------ | ----------------- |
| Joseph Tarr Copeland     | 6 mai 1813        |
| Emeline Copeland         | 27 août 1816      |
| Alice Copeland           | 11 octobre 1817   |
| Samuel Copeland          | 25 novembre 1819  |
| Royal Franklin Copeland  | 4 décembre 1821   |
| Edwin Ruthven Copeland   | 5 avril 1824      |
| Lucinda Safford Copeland | 9 mai 1825        |
| Mary Elizabeth Copeland  | 4 janvier 1828    |
| Daniel Lambart Copeland  | 11 avril 1833     |
| Alpheus Crosby Copeland  | 1er mai 1834      |
| Roscoe Pulaski Copeland  | 6 mars 1838       |

Vers 1818, la famille se rendit à Dexter, dans le Maine, où les huit plus jeunes frères et sœurs de Joseph sont nés. Malheureusement, Lucinda et Mary Elizabeth moururent avant leur dixième anniversaire.
La famille Copeland n'était pas fortunée, mais lorsqu'il mourut, le grand-père de Joseph lui légua cinq cents dollars pour ses études. Il fréquente le Harvard College (qui devint une Université) et ayant obtenu son diplôme, il étudie le droit dans le cabinet d'avocats de Daniel Webster. Webster était l'un des plus célèbres avocats du pays à cette époque. Il fut élu Sénateur du Massachusetts en 1827 et réélu en 1833. Webster était également l'un des nombreux candidats du parti Whig à soutenir le président en 1836. La rumeur courait que Copeland était envoyé dans le Michigan sur une "mission secrète" par le Président Andrew Jackson.

### Carrière militaire
Copeland regagna le Maine et s'engagea, le 20 décembre 1834, en tant qu'Enseigne au sein du 3ème Régiment de Riflemen ainsi que de la 1ère Brigade de la Milice Mainoise. Il devint capitaine le 16 avril 1838, major en juillet 1838 et colonel le 28 juin 1839. Joseph a pu jouer un rôle dans la Guerre d'Aroostook, un conflit frontalier qui opposa les États-Unis et l'Empire britannique (Royaume-Uni et Amérique du Nord britannique) entre 1838 et 1839. Par coïncidence, Daniel Webster négocia un compromis qui évita le conflit.
En 1860, Joseph Copeland fût un membre du comité des Visiteurs à l'Académie militaire de West Point.

#### Guerre de Sécession
En tant qu'homme militaire, ayant été promu au grade de colonel au sein de la Milice Mainoise dans les années 1830, Copeland offrit son service au bord de la Guerre de Sécession. Il rejoignit le 1er Régiment de Cavalerie du Michigan à son organisation, en tant que lieutenant-colonel, alors qu'il était âgé de 48 ans. Il fut commissionné et mobilisé le 22 août 1861. Lorsque le 5ème Régiment de Cavalerie du Michigan fût organisée, Joseph fût commissionné en tant que son colonel, le 14 août 1862. Copeland fut l'un des premiers officiers à apprécier l'importance du fusil à répétition Spencer et à fournir les fusils aux 5e et 6e régiments de cavalerie du Michigan.
Le 29 novembre 1862, on lui remis une étoile et fût affecté au commandement de la Brigade de Cavalerie du Michigan, qui consista en plusieurs régiments de cavalerie. Copeland ainsi que la Brigade de Cavalerie du Michigan se distinguèrent lors de la Première bataille de Kernstown. "Lorsque les alliés ont cédé, il (Copeland) relâcha ses hommes... à sa poursuite. Les murs en pierre et les clôtures ne dissipèrent point l'enthousiasme des cavaliers lorsque Copeland a donné l'ordre de charger. Entre deux et trois cents rebelles en retraite furent faits prisonniers."
Frederik suivit son père dans le service lors de la Guerre de Sécession, et s'engagea en tant que 1er lieutenant de la Compagnie G du 1er Régiment de Cavalerie du Michigan en septembre 1862. Il fut promu au grade de capitaine et servit au sein de l'équipe de son père jusqu'à la fin de la guerre.
Le 27 juin 1863, Copeland commanda le 5ème ainsi que le 6ème Régiment de Cavalerie en repérage en Pennsylvanie dans le but de retrouver les forces (armées) du général Robert E. Lee. A l'aube du 29 juin 1863, Copeland et son équipage se dirigeaient vers Emmitsburg, dans le Maryland, lorsqu'un coursier s'approcha pour lui annoncer qu'il a été démis de ses fonctions de commandant de la Brigade de Cavalerie du Michigan.
La veille de la Bataille de Gettysburg, Joseph Copeland fût remplacé par George Armstrong Custer. Copeland a protesté contre son renvoi, mais en vain.
Pendant le restant de la guerre, Copeland commanda le dépôt pour conscrits à Annapolis, dans le Maryland, puis à Pittsburgh, en Pennsylvanie. Le dernier poste qu'il commanda fût la prison militaire d'Alton, dans l'Illinois. Copeland renonça son commandement le 8 novembre 1865 et retourna à West Bloomfield.

### Carrière judiciaire
Le 12 février 1835, Copeland est nommé juge de la paix dans le Maine et à nouveau nommé le 6 février 1838. En 1837, le ministre des Postes, Amos Kendall, nomma Copeland en tant que receveur des postes au Nord de New Portland, dans le Maine.
Un certain temps après la naissance d'Agnes, en 1842, Joseph Tarr Copeland et sa famille rejoignirent le Michigan. Ils s'installèrent dans la ville de St. Clair et Joseph commença sa carrière d'avocat.
En 1846, un système de cours de comté fût institué par le corps législatif du Michigan avec un excès de juridiction de plaintes par rapport à ceux au sein de la juridiction judiciaire, et n'excédant pas 500 dollars (456,9 euros). Ils avaient également une cour d'appel des cours de justice. Les cours de comté furent présidées par deux juges élus pour un mandat de quatre ans, appelés respectivement juge de comté et juge second, tous deux étant payés par des redevances. Joseph Tarr Copeland fût élu juge du comté de St. Clair le 3 novembre 1846.
En 1848, Copeland a été fait receveur adjoint et contrôleur des impôts pour le comté de St. Clair. En 1849, il devint maître de la cour d'équité de la chancellerie et fût élu au sein du Sénat du Michigan, exerçant un mandat d'un an (1850 - 1851) au sein de l'assemblée législative. Il deviendra par la suite le premier président du village de St. Clair en 1850, ainsi que son trésorier en 1851.
Conformément à la Constitution de 1850, les cours de comté furent dissoutes et le Michigan fût divisé en circuits constitués d'un ou plusieurs comtés, composé d'un juge dans chaque devant être élu pour un mandat de six ans avec un salaire annuel s'élevant à 1 500 dollars (1370,7 euros). Il y avait six circuits au sein de l'état, et les juges des six circuits composèrent la Cour Suprême du Michigan. Le Comté de St. Clair fût compris au sein du Sixième District judiciaire, composé des comtés d'Oakland, Macomb, St. Clair et Sanilac. Naturellement, Copeland fût élu juge itinérant et devint par conséquent le 14ème Juge de la Cour Suprême du Michigan.
En 1851, après son élection en tant que Juge Itinérant, Joseph et sa famille se rendirent à Pontiac, qui résidait au sein du même district judiciaire. Copeland s'intéressait de plus en plus à l'exploitation forestière et s'arrangea avec le juge Sanford M. Green pour que ce dernier siège à la plupart des sessions du tribunal du comté de St. Clair, en plus de siéger dans son propre district. À partir de 1854, Copeland a commencé à accumuler des terres boisées dans les comtés de Midland, Saginaw, Bay, Ogemaw et Gladwin. Pendant les six prochaines années, il acheta plus de 2 500 hectares à travers les États-Unis. Le gouvernement a peut-être acheté des terres supplémentaires à des propriétaires privés. On rapporte qu'il construisit la première scierie de Bay City. Le juge Copeland n’a rendu que peu de jugements alors qu’il était membre de la Cour suprême, et celles-ci furent marquées par la brièveté, un bon raisonnement et peu de références à l’autorité. A cette époque, la santé de Copeland s'affaiblit, et Copeland renonça finalement à son poste de juge itinérant et juge de la Cour Suprême en 1857, peu de temps avant l'échéance de son mandat. Le juge Green fût désigné pour le remplacer.
Joseph Copeland se rendit à West Bloomfield Township, et en 1858, il bâtit une maison de style néogothique, qui a toujours été appelé « le château », sur la rive nord d'Orchard Lake. Le recensement des États-Unis de 1860 présente Joseph Copeland comme étant le quatrième chef de famille le plus riche à West Bloomfield Township, avec des biens immobiliers évalués à 15 000 dollars (environ 13 500 euros).
En 1858, Joseph Tarr Copeland, qui était déjà un ancien législateur distingué de la Cour Suprême du Michigan, vendit sa propriété de 55 hectares dans la section 32 de Pontiac. Sa femme et lui transférèrent de nombreux kilomètres au sud-ouest sur la rive nord d'Orchard Lake à West Bloomfield Township. Il y construisit son "château".
Au printemps 1860, son frère Samuel et lui formèrent une société afin de financer une expédition minière dans le Territoire du Colorado. Un groupe de dix-sept individus, comprenant cinq des frères de Joseph, prirent un train pour se rendre à Saint Joseph, le terminus le plus à l'ouest à l'époque, et ils partirent ensuite dans onze chariots couverts remplis de provisions pour un an. Trois personnes du groupe, y compris Samuel, restèrent dans les montagnes à l'ouest de Denver, assez longtemps pour participer à la première élection du territoire du Colorado le 19 août 1861. Roscoe détailla l'aventure - qui ne les aura pas rendu riches, malheureusement - dans une lettre adressée à ses enfants.

### L'hôtel
Vers 1870, Copeland ainsi qu'un groupe de certains investisseurs de Pontiac collaborèrent afin de convertir le "château" en hôtel de tourisme. David Ward, un voisin fortuné de Copeland, décrit sa connaissance à propos de l'hôtel, 
« Peu de temps après, un autre stratagème fût élaboré afin de ruiner mon domaine en formant une société par actions dans le but de bâtir un immense hôtel de tourisme, et avant que j'en ai pris connaissance... une affaire a été réalisée par le Juge Copeland pour un bout de terrain de 8 000 mètres carrés traversant la rue et en face de ma résidence, pour cet hôtel. Ce projet d'achat d'hôtel avait été initié en novembre, et au cours de l'hiver suivant, une cinquantaine de cordes de pierre de construction furent tirées par traîneau et empilées sur la propriété achetée, prêtes à commencer la construction au printemps. »
Copeland élargit sa maison, créant l'hôtel d'Orchard Lake. Depuis ce site, les touristes embarquèrent à bord du Pride of the Lake et voyagèrent à Apple Island. Copeland devint receveur des postes d'Orchard Lake le 17 mars 1873.

« Ils pensent désormais que l'hôtel sera ouvert le 20 juin. Nous avons décidé ce jour-là que les choses ne pourraient pas être amenées à ce moment-là. Bien sûr, je vous ferai savoir positivement à quel moment je souhaite vous voir ici. Au fait, le programme de la journée d'ouverture est le suivant : dîner à quatorze heures, promenades et excursions sur le lac. A dix-huit heures, je pense à un thé. A vint-et-une heures, une glace etc. Puis danser jusqu'à minuit et coucher. »

— Aggie Copeland
Au début, l'hôtel prospérait, mais la crise bancaire de mai 1873 ou possiblement une "mauvaise gestion" ruinèrent l'entreprise. Finalement, en 1877, Copeland vendit la propriété au Colonel J. Sumner Rogers, qui y fondera l'Académie militaire du Michigan. Calquée sur l'académie militaire de West Point, l'école acquit une renommée nationale, attirant des étudiants de toute la région et du pays.

### Fin de vie
En 1878, Copeland se rendit à Orange Park, à côté de Jacksonville, dans le Comté de Clay, en Floride. Il fut nommé juge de la paix en 1879. La même année, il devint receveur des postes d'Orange Park. En 1881, Copeland servit en tant que juge du Comté de Clay.
Après avoir exercé sa profession pendant une cinquantaine d'années (58 ans), Joseph Tarr Copeland meurt le 6 mai 1893, le jour de son quatre-vingtième anniversaire.
Il est enterré au Cimetière d'Oak Hill, à Pontiac, dans le Michigan.

## Vie privée
Le 19 juillet 1835, Joseph Copeland épousa Mary Jane Wilson, fille de Robert & Margaret Wilson. Ils donneront naissance à trois enfants :
| Nom                   | Date de naissance | Lieu                      |
| --------------------- | ----------------- | ------------------------- |
| Frederick Augustus    | 6 juin 1836       | Dexter, Penobscot (Maine) |
| Florence Hortense     | 9 mai 1840        | New Portland              |
| Agnes "Aggie" Theresa | 10 juin 1842      | New Portland              |

Le 6 octobre 1858, Florence épousa le Dr britannique John P. Wilson, qui exerça la chirurgie à Pontiac. Ils auront quatre enfants.
Le 6 mai 1860, Frederick épousa Harriet Drake Talbot à Pontiac, dans le Michigan. L'année suivante, le 13 janvier 1861, le père de Joseph meurt à Dexter.

« Je me souviens des premiers voiliers sur Orchard Lake," se remémore Willis Ward. "Ils appartenaient au général Copeland. Il en possédait deux, le plus petit qui avait été démantelé et déposé sur la plage. C'était son premier voilier. Il naviguait le plus grand bateau qui était un sloop. Il ne voyageait pas vraiment, cependant, j'imagine que ces bateaux étaient plutôt mal conçus et n'allaient pas assez vite. Ils étaient noirs, ils étaient recouverts de poix, et je me souviens que mon frère était couvert de goudron en jouant autour du petit bateau sur la plage, au grand dam de ma mère. »

— Willis C. Ward, Orchard Lake and its Island
Après la guerre de Sécession, Frederik déménagea une première fois dans le Tennessee, et s'installa ensuite à Denver en 1868, où il devint contrôleur de voiture électrique. Sa femme et lui auront quatre enfants, seulement l'un d'entre eux aura survécu au-delà de son premier anniversaire.
Alice, la mère de Joseph, meurt à Dexter le 21 août 1877. Elle est enterrée parmi les membres de sa famille dans le Cimetière Forest Lawn de Dexter.
Après 53 ans de mariage, la femme de Joseph, Mary Jane, meurt le 10 janvier 1888 à Orange Park. La même année, Agnes épousa Heber Taylor.

## Sources
Une grande partie de cette biographie a été compilée pour la Greater West Bloomfield Historical Society Joseph Tarr Copeland par Neil Hepburn.